# Азія Ардженто
Азія Ардженто (італ. Asia Argento; при народженні Арія Марія Вітторія Роза Ардженто італ. Aria Maria Vittoria Rossa Argento; нар. 20 вересня 1975, Рим) — італійська акторка, кінорежисерка, сценаристка, письменниця та співачка.

## Життєпис
Дочка італійського кінорежисера Даріо Ардженто і акторки Дарії Ніколоді. Її сестра від попереднього шлюбу батька — акторка і модельєрка Фйоре Ардженто (нар. 1970).
Акторську кар'єру розпочала 1984 року у 10-річному віці, знявшись в телесеріалі «Мрії і реальність». 1992 року зіграла у драматичному фільмі Мікеле Плачідо «Сердечні друзі». Наступного року з'явилася у фільмі жахів свого батька «Травма». 1994 року за роль у фільмі Карло Вердоне «Не будемо більше зустрічатися!» отримала премію Давид ді Донателло як найкраща акторка. Тоді ж зіграла Шарлотту де Сов в історичній драмі «Королева Марго» Патріса Шеро. Другу премію Давид ді Донателло отримала 1997 року за роль у стрічці Пітера дель Монте «Попутниця», де зіграла спільно з Мішелем Пікколі.
1994 року відбувся режисерський дебют Ардженто, — нею було знято дві короткомежні стрічки «Prospettive» та «A ritroso». 1996 року створила документальний фільм про свого батька Даріо Ардженто. 1998 року нею створено документальну короткометражку про режисера Абеля Феррару «Abel love Asia». Тоді ж почала грати в американському кіно, знявшись у стрічці Феррари "Готель «Нова троянда».
2000 році вийшов перший повнометражний художній фільм Ардженто «Пурпурова діва», в якому вона також виконала головну роль. Роком раніше випустила свою першу книгу — «Я люблю тебе, Кірк» (I love you Kirk).
2004 року вийшов другий повнометражний кінофільм Ардженто «Ціпоньки» — екранізація скандальновідомого роману Джей Ті Лерой. Головну роль знову зіграла сама Ардженто, а її партнерами по знімальному майданчику стали Пітер Фонда, Орнелла Муті, Мерілін Менсон та Вайнона Райдер.
2006 року зіграла графиню дю Баррі у фільмі «Марія-Антуанетта» Софії Копполи.
2014 року вийшла нова режисерська робота Ардженто — «Зрозумій мене, якщо зможеш». Над музикою до фільму працював Браян Молко, соліст гурту Placebo, з яким раніше акторка виконала пісню Сержа Генсбура «Je t'aime…moi non plus».
2017 року Азія Ардженто була в числі акторок, що публічно висунули звинувачення в сексуальних домаганнях проти американського кінопродюсера Гарві Ванштайна.
У січні 2021 року вийшла автобіографічна книга Азії Ардженто «Анатомія дикого серця» (італ. Anatomia di un cuore salvaggio).

## Особисте життя
Її перша дитина — Анна Лу — народилася 2001 року. Батько дівчинки — італійський рок-музикант Марко Кастольді, соліст гурту Bluvertigo, відомий під псевдонімом Морган. Ардженто назвала дочку на честь своєї сестри Анни Черолі (1972—1994), що трагічно загинула в результаті нещасного випадку на мотоциклі.
27 серпня 2008 року Ардженто вступила у шлюб з режисером Мікеле Чіветта. Їхній син Ніколя Джованні народився 2008 року у Римі. Розлучилися 2012 року.
На початку 2017 року у пресі з'явилися повідомлення про стосунки Ардженто з американським шеф-кухарем Ентоні Бурденом, який покінчив життя самогубством 8 червня 2018 року у Франції.
У Ардженто напружені стосунки з багатьма зірками Голлівуду, зокрема з Дженніфер Еністон, яку Азія звинуватила в тому, що вона не дозволила своєму тодішньому чоловікові Бреду Пітту грати в її стрічці через ревнощі. При зустрічі вона пожбурила келих вина в голову Еністон.

## Вибрана фільмографія
Акторка

| Рік  |   | Українська назва               | Оригінальна назва                      | Роль                   |
| ---- | - | ------------------------------ | -------------------------------------- | ---------------------- |
| 1985 | с | Мрії і реальність              | Sogni e bisogni                        | Джада                  |
| 1989 | ф | Зоопарк                        | Zoo                                    | Мартіна                |
| 1989 | ф | Собор                          | La chiesa                              | Лотте                  |
| 1992 | ф | Сердечні друзі                 | Close Friends                          | Симона                 |
| 1998 | ф | Травма                         | Trauma                                 | Аура Петреску          |
| 1993 | ф | Заслужений до шлюбу            | Condannato a nozze                     | Олівія                 |
| 1994 | ф | Не будемо більше зустрічатися! | Perdiamochidi vista!                   | Аріанна                |
| 1994 | ф | Королева Марго                 | La reine Margot                        | Шарлотта де Сов        |
| 1996 | ф | Попутниця                      | Compagna di viaggio                    | Кора                   |
| 1996 | ф | Синдром Стендаля               | La Sindromo de Stedhal                 | Анна Манні             |
| 1996 | ф | Небо просто більш блакитне     | Il cielo è sempre più blu              | кузина                 |
| 1998 | ф | Привид опери                   | The Phantom of the Opera               | Крістіна Дае           |
| 1998 | ф | Готель «Нова троянда»          | New Rose Hotel                         | Сенді                  |
| 2000 | ф | Знедолені                      | Les Misérables                         | Епоніна Тенардьє       |
| 2000 | ф | Пурпурова діва                 | Scarlet Diva                           | Анна Баттіста          |
| 2002 | ф | Три ікси                       | xXx                                    | Елена                  |
| 2004 | ф | Ціпоньки                       | The Heart Is Decetful Above All Things | Сара                   |
| 2005 | ф | Земля мертвих                  | Land of the Dead                       | Слек                   |
| 2006 | ф | Марія-Антуанетта               | Marie Antoinette                       | графиня Жанна дю Баррі |
| 2007 | ф | Казки стриптиз-клубу           | Go Go Tales                            | Монро                  |
| 2007 | ф | Вихід на посадку               | Boarding Gate                          | Сандра                 |
| 2011 | ф | Острів                         | Isole                                  | Мартіна                |
| 2012 | ф | Не заходити, ми не одягнені    | Do Not Disturb                         | Моніка                 |
| 2013 | ф | Нав'язливі ритми               | Cadences obstinées                     | Марго                  |
| 2014 | с | Рудольфо Валентино: Легенда    | Rodolfo Valentino - La leggenda        | Наташа Рамбова         |

Режисер
- 2000 — Пурпурова діва (англ. Scarlet Diva)
- 2004 — Ціпоньки (англ. The Heart Is Deceitful Above All Things)
- 2014 — Зрозумій мене, якщо зможеш (англ. Misunderstood)

## Нагороди та номінації
Давид ді Донателло
- 1994 — Найкраща акторка (Не будемо більше зустрічатися!)
- 1997 — Найкраща акторка (Попутниця)

Срібна стрічка
- 1993 — Номінація на найкращу акторку (Сердечні друзі)
- 1994 — Номінація на найкращу акторку другого плану (Засуджений до шлюбу)
- 1995 — Номінація на найкращу акторку (Не будемо більше зустрічатися!)
- 1997 — Номінація на найкращу акторку (Попутниця)
- 2006 — Номінація на найкращу акторку (Ціпоньки)
- 2014 — Номінація на найкращий сценарій («Зрозумій мене, якщо зможеш»)
- 2014 — Nastro Bulgari («Зрозумій мене, якщо зможеш»)

Золотий глобус (Італія)
- 1989 — Найкраща акторка (Зоопарк)
- 1996 — Номінація на найкращу акторку (Попутниця)
- 2007 — Globo d'oro europeo
- 2012 — Найкраща акторка (Острів)

Золотий кубок
- 1996 — Найкраща акторка (Попутниця)

Золота хлопавка
- 1989 — Найкраща акторка (Не будемо більше зустрічатися!)
- 1996 — Найкраща акторка (Синдром Стендаля)